# Petar Kapisoda
Petar Kapisoda (Петар Каписода) (født 26. juni 1976 i Cetinje, Montenegro, Jugoslavien) er en tidligere håndboldspiller. Han er bror til den afdøde fotomodel Filip Kapisoda.
Kapisoda begyndte sin karriere hos RK Lovcen (1992-1993 og 1998-2002) fra sin hjemby Cetinje. Andre klubber, for hvilke han har spillet, inkluderer RK Crvenka (1993-1994), RK Partizan (1994-1996 og 2002-2003), RK Crvena Zvezda (1996-1998), RK Bosna (2004-2005 og 2007-2012) og RK Zagreb (2005-2007).